# 昂塔尼亚克
昂塔尼亚克（法語：Antagnac，法語發音：[ɑ̃taɲak]）是法国洛特-加龙省的一个市镇，属于马尔芒德区。

## 地理
昂塔尼亚克（44°21'10"N, 0°0'31"E）面积9.31 平方千米，位于法国新阿基坦大区洛特-加龍省，该省份为法国西南部内陆省份，北起多爾多涅省，西接吉倫特省和朗德省，南至热尔省，东临塔恩-加龙省和洛特省。
与昂塔尼亚克接壤的市镇（或旧市镇、城区）包括：吕菲亚克、库尔莱班、圣马丹屈尔通。

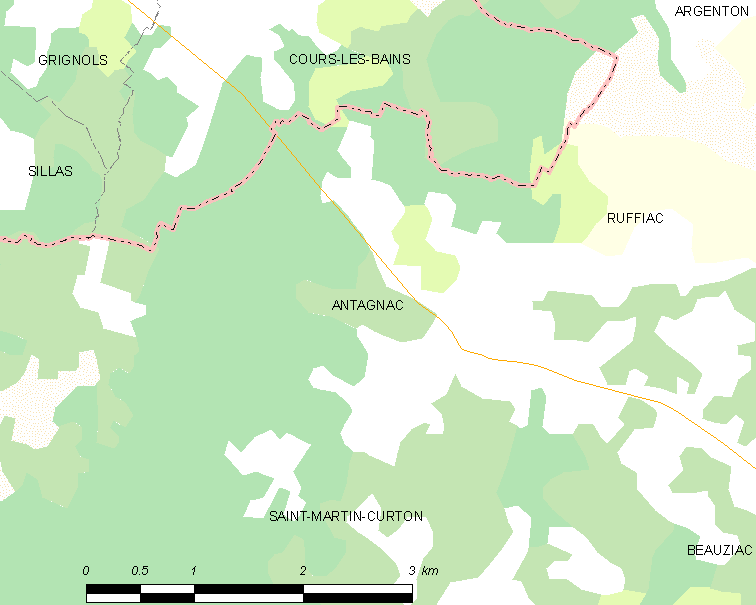
昂塔尼亚克的OSM定位图

昂塔尼亚克的时区为UTC+01:00、UTC+02:00（夏令时）。

## 行政
昂塔尼亚克的邮政编码为47700，INSEE市镇编码为47010。

## 政治
昂塔尼亚克所属的省级选区为加斯科涅森林县。

## 人口

1962-2008年间昂塔尼亚克人口变化图示

昂塔尼亚克于2022年1月1日时的人口数量为222人。